# Placówka Straży Granicznej w Radomiu
Placówka Straży Granicznej w Radomiu – terenowa jednostka organizacyjna Straży Granicznej realizująca zadania określone w ustawach.

## Formowanie
10 listopada 2022 Komendant Główny Straży Granicznej wydał zarządzenie nr 56, którym powołał do działania od dnia 15 listopada 2022 Placówkę Straży Granicznej w Radomiu wchodzącą w skład Nadwiślańskiego Oddziału Straży Granicznej. Przed utworzeniem placówki w Radomiu w tym mieście funkcjonowała Grupa Zamiejscowa Placówki Straży Granicznej w Lesznowoli.
Oficjalne otwarcie placówki odbyło się 24 listopada 2022 w obecności wiceministra spraw wewnętrznych i administracji Bartosza Grodeckiego, a także zastępcy komendanta głównego Straży Granicznej gen. bryg. SG Wiolety Gorzkowskiej.

## Terytorialny zasięg działania
- lotnicze przejście graniczne Radom-Sadków
- miasto Radom
- powiaty w województwie mazowieckim: białobrzeski, przysuski, grójecki, radomski, zwoleński, kozienicki, lipski i szydłowiecki[1]

## Zadania
Do głównych zadań funkcjonariuszy Placówki Straży Granicznej w Radomiu należą m.in.:
- dokonywanie kontroli granicznej;
- dokonywanie kontroli bezpieczeństwa w porcie lotniczym;
- pełnienia wart ochronnych na pokładzie statku powietrznego oraz stosowania niezbędnych środków, łącznie z użyciem środków przymusu bezpośredniego i broni palnej, w celu unieszkodliwienia osoby, która stanowi bezpośrednie zagrożenie bezpieczeństwa lotu, zdrowia lub życia pasażerów lub członków załogi;
- zapobieganie i przeciwdziałanie nielegalnej migracji;
- rozpoznawanie, zapobieganie i wykrywanie przestępstw i wykroczeń oraz ściganie ich sprawców, w zakresie właściwości Straży Granicznej;
- przetwarzanie informacji, w tym danych osobowych, z zakresu ochrony granicy państwowej, kontroli ruchu granicznego, zapobiegania i przeciwdziałania nielegalnej migracji oraz udostępnianie ich sądom, prokuratorom, organom administracji publicznej i innym organom państwowym, uprawnionym do ich otrzymania na podstawie odrębnych ustaw, w zakresie niezbędnym do realizacji ich zadań;
- przeprowadzanie kontroli legalności wykonywania pracy przez cudzoziemców, prowadzenia działalności gospodarczej przez cudzoziemców, powierzanie wykonywania pracy cudzoziemcom;
- wykonywanie zadań określonych w innych ustawach.

## Komendanci Placówki
- mjr Dorota Frąk (15.11.2022–obecnie)[4].